# Sharon (Connecticut)
Sharon è un comune di 3 052 abitanti degli Stati Uniti d'America, situato nella Contea di Litchfield nello Stato del Connecticut.